# Pentrit
Pentrit (pentaerythritol tetranitrát) je silná výbušnina, běžně označovaná zkratkou PENT, PETN, PENTA nebo TEN. Využívá se také ve farmakologii jako vasodilatans.

## Základní fyzikální a chemické vlastnosti
Chemicky je pentrit čtyřnásobný nitroester alkoholu pentaerythritolu o sumárním složení C(CH2ONO2)4.
Pentrit je bílá krystalická látka o hustotě 1,77 g/cm3 s teplotou tání 141,4 °C. Při této teplotě se také samovolně explozivně rozkládá, což znemožňuje jeho odlévání do forem.
Ve vodě je pentrit prakticky nerozpustný a špatně se rozpouští v běžných nepolárních rozpouštědlech jako benzín nebo tetrachlormethan. Z obvyklých organických rozpouštědel je nejlépe rozpustný v acetonu, přibližně 20 g ve 100 ml acetonu při teplotě 20 °C.
Chemicky je značně stálý, nehydrolyzuje ani dlouhodobějším působením vody nebo alkalických vodných roztoků.

## Pyrotechnické vlastnosti a využití
Jako explozivum je poměrně značně stabilní vůči mechanickým impulsům, avšak s velmi vysokou brizancí. To jej předurčuje pro výrobu detonátorů a roznětných náloží, dále pro výrobu tříštivých a trhavě tříštivých náloží menších kalibrů. Pro tyto účely se obvykle flegmatizuje 5-40 % vosku. Drtivá většina celosvětově používaných rozbušek obsahuje pentrit.
Jako výbušnina vykazuje tyto základní vlastnosti:
- energie výbuchu: 5 810 kJ/kg (1390 kcal/kg)
- detonační rychlost : 8 266 m/s při hustotě 1,764 g/cm³, 5483 m/s při 0,99 g/cm³
- detonační tlak Pcj: 303–334 kbar při 1,764 g/cm³, 78–87 kbar při 0,99 g/cm³[2]
- Gurneyho rychlost (ovlivňuje rychlost fragmentů z munice): 2,93 km/s
- Gurneyho energie: 4,3 MJ/kg
- objem spalných plynů: 790 l/kg
- teplota exploze: 4 230 °C
- kyslíková bilance: −6,31 atom –g/kg

### Zneužití
V prosinci roku 2001 se neúspěšně pokusil pentrit použít terorista Richard Reid s údajnými vazbami na teroristickou síť Al-Káida. Výbušninu propašoval ve svých botách na palubu letu American Airlines číslo 63 z Paříže do Miami. U výpovědi rovněž prohlásil, že recept získal na internetu a suroviny od Čecha nebo Slováka v Amsterdamu.
Pentrit měl být rovněž použit při neúspěšném pokusu o útok na let Airbus A330 Amsterdam-Detroit 25. prosince 2009 s téměř třemi sty pasažéry na palubě nigerijským studentem Umarem Farouka Abdula Mutallabem. To se mu ale nepodařilo kvůli selhání rozbušky.

## Výroba
Základem výroby je přímá esterifikace alkoholu pentaerythritolu kyselinou dusičnou za přítomnosti kyseliny sírové podle rovnice:
{\displaystyle \mathrm {C(CH_{2}OH)_{4}+4\,HNO_{3}\ \to \ C(CH_{2}ONO_{2})_{4}+4\,H_{2}O} }
Lze použít také samotnou vysoce koncentrovanou kyselinu dusičnou o koncentraci kolem 98 %. Reakce se provádí postupným dávkováním alkoholu do kyseliny dusičné za neustálého chlazení tak, aby teplota reakční směsi nepřesáhla 25 °C. Po ukončení reakce se směs vyleje do studené vody, kde se pentrit vysráží ve formě malých bílých krystalků, odfiltruje se a vysuší.
Alternativně se vyrábí pouhou nitrací pentaerythritolu samotnou kyselinou dusičnou, takto připravený pentrit je prostý vedlejších produktů (sulfoesterů) a je tak stabilnější. Takto se připravuje v průmyslu i laboratorně.

## Použití v medicíně
Pentaerythritol tetranitrát se používá jako vasodilatans podobně jako glyceroltrinitrát, isosorbid dinitrát a jiné nitráty při léčbě ischemické choroby srdeční a anginy pectoris k dilataci
koronárních i periferních tepen a tím k zlepšení prokrvení tkání. ATC kód je C01DA05. Název přípravků, registrovaných v ČR je Pentalong s připojením dávky k názvu (50 mg) a s doplňkovou informací o formě a velikosti balení; v Německu například Nitramyl; v Rakousku Nitropenta, Pentrit; v Polsku (Galena) Galpent; v Maďarsku (Egis) Nitropenton a jiné

### Kontraindikace
- přecitlivělost vůči nitrosloučeninám nebo některé z pomocných látek přípravku,
- akutní oběhové selhání (šok, oběhový kolaps),
- výrazná hypotenze (systolický krevní tlak ≤ 90 mmHg),
- kardiogenní šok, jestliže není možné zajistit adekvátní levokomorový a diastolický tlak pomocí intraaortální kontrapulzace nebo pozitivně inotropních léčiv,
- akutní infarkt myokardu.

Použití je také kontraindikováno, jestliže pacient současně užil sildenafil (VIAGRA), neboť sildenafil může značně zesílit hypotenzivní účinek přípravku (Pentalong).
- Další upozornění v případě potřeby hledejte v příbalových letácích uvedených zde.